# Dorota Jędrusińska
Dorota Jędrusińska, z d. Dydo (ur. 4 lutego 1982 w Mielcu) – polska lekkoatletka - sprinterka. Zawodniczka AZS Poznań. Żona Marcina Jędrusińskiego.

## Sukcesy
Finalistka mistrzostw Europy 2002 (7. miejsce - 43.96), mistrzostw świata 2005 (8. miejsce - 43.49) oraz igrzysk olimpijskich w Pekinie (dyskwalifikacja) w sztafecie 4 x 100 m. Brązowa medalistka mistrzostw świata juniorów młodszych w sztafecie 4 x 100 m (Bydgoszcz 1999 – 45.49), srebrna (4 x 100 m - 44.51) i brązowa (bieg na 200 m - 23.34) medalistka młodzieżowych mistrzostw Europy (Bydgoszcz 2003). Akademicka wicemistrzyni świata z Belgradu (2009) w sztafecie 4 x 100 m (43.96). 
Rekordy życiowe: 60 m - 7.32 (2007), 100 m - 11.46 (2007), 200 m - 23.34 (2003). 

## Kluby
- 1998-2001 – LKS Stal Mielec
- 2002-2004 – Olimpia Poznań
- 2004-2011 – AZS Poznań
- od 2012 – AZS AWF Kraków